# براندون نوفاك
براندون نوفاك (بالإنجليزية: Brandon Novak)‏ هو ممثل أمريكي، ولد في 10 ديسمبر 1978 في الولايات المتحدة.

## أعمال

### أفلام
- (2010) جاك آس ثلاثي الأبعاد[4][5][6]

## وصلات خارجية
- براندون نوفاك على موقع IMDb (الإنجليزية)
- براندون نوفاك على موقع ألو سيني (الفرنسية)
- براندون نوفاك على موقع أول موفي (الإنجليزية)
- براندون نوفاك على موقع قاعدة بيانات الفيلم (الإنجليزية)
- براندون نوفاك على موقع كينوبويسك (الروسية)